# Iodictyum ornithorhynchus
Iodictyum ornithorhynchus är en mossdjursart som beskrevs av Hayward 2004. Iodictyum ornithorhynchus ingår i släktet Iodictyum och familjen Phidoloporidae. Inga underarter finns listade i Catalogue of Life.